# Bijejaure (Arvidsjaurs socken, Lappland)
Bijejaure är en sjö i Arvidsjaurs kommun i Lappland och ingår i Byskeälvens huvudavrinningsområde. Sjön har en area på 0,843 kvadratkilometer och ligger 401,8 meter över havet. Sjön avvattnas av vattendraget Långträskälven.

## Delavrinningsområde
Bijejaure ingår i det delavrinningsområde (728917-163887) som SMHI kallar för Utloppet av Bijejaure. Medelhöjden är 444 meter över havet och ytan är 10,34 kvadratkilometer. Räknas de 14 avrinningsområdena uppströms in blir den ackumulerade arean 303,59 kvadratkilometer. Långträskälven som avvattnar avrinningsområdet har biflödesordning 2, vilket innebär att vattnet flödar genom totalt 2 vattendrag innan det når havet efter 167 kilometer. Avrinningsområdet består mestadels av skog (73 procent) och sankmarker (12 procent). Avrinningsområdet har 0,84 kvadratkilometer vattenytor vilket ger det en sjöprocent på 8,1 procent.